# Římskokatolická farnost Lažiště
Římskokatolická farnost Lažiště je územním společenstvím římských katolíků v rámci prachatického vikariátu českobudějovické diecéze. Je součástí většího farního obvodu spravovaného z farnosti Volary, odkud je excurrendo vykonávána její duchovní správa.

## O farnosti

### Historie
Nejstarší zpráva o plebánii v Lažišti je z roku 1360, kdy se její správy po smrti faráře Hrdoně ujal dne 26. října kněz Vít Milenský. Po jeho odchodu převzal správu 18. prosince 1363  kněz Michael z Prachatic. Po Michaelově smrti se plebánie ujal 31. března 1372 kněz Bernart z Věřic a po jeho smrti zde do 8. listopadu 1404 působil kněz Jaroslav ze Svinařova, dřívější farář farnosti Strojetice a důvěrník vyšehradského probošta. Gotický kostel, postavený ve 13. století a roku 1402 zasvěcený svatému Mikuláši, byl v 15. století rozšířen. V 16. století byly při farnosti nekatoličtí kněží. V pobělohorském období nebylo v oblasti dostatek katolického kněžstva a do Lažiště zajížděl děkan z Prachatic, v roce 1624 jím byl P. Jan Lopatský. Po smrti děkana Karla Ferdinanda Borgmanna v roce 1673 byla v Lažišti obnovená samostatná farnost, která měla až do roku 1745 ve správě i filiální kostel Povýšení svatého Kříže v Husinci. V ten samý rok začaly být vedeny i matriční knihy.
Dne 1. října 1938 byl sousední Kratušín připojen k Velkoněmecké říši a Lažiště se tak stalo hraniční obcí, což platilo i po vyhlášení Protektorátu. Po ukončení druhé světové války spravoval místní farář i farnosti v Husinci a Záblatí, jejichž faráři byli zatčeni respektive odsunuti. V roce 1971 zde krátce působil po svém nuceném odchodu z úřadu biskupského sekretáře pozdější pražský arcibiskup a kardinál Miloslav Vlk.

### Duchovní správa
Přehled duchovních správců od obnovení farnosti:
- 1673–1685 P. Petr Jakub Žďárský
- 1685–1687 P. Jan Jakub Foitl
- 1687–1694 P. Benedikt Schmuttermajer
- 1694–1703 P. Lukáš František Foitl
- 1704–1707 P. Fabián Ritter
- 1707–1718 P. Matěj Schulpach
- 1718–1722 P. Karel Wolf
- 1722–1731 P. Václav Baloušek
- 1731–1741 P. Jan Kryštof Fidler
- 1741–1743 P. Josef Wimmer
- 1743–1747 P. Matěj Jan Jirkal
- 1747–1762 P. Jan Nepomuk Praxl
- 1762–1785P. Josef Ignác Zannbauer
- 1785–1807 P. Karel Payer
- 1807–1814 P. Tomáš Paule
- 1814–1826 P. Jakub Pek
- 1826–1864 P. Matěj Rosswald
- 1864–1870 P. Ignác Bezpalec
- 1870–1885 P. František Vaclík
- 1885 P. Jan Kuliš, dva měsíce administrátor
- 1885–1897 P. Václav Majer
- 1898–1903 P. Jan Straboch
- 1903–1916 P. Václav Hons
- 1916–1917 P. Karel Lapka z Husince, administrátor
- 1917–1931 P. Václav Krpejšek
- 1932–1941 P. Josef Dušák
- 1941–1942 P. Josef Lenc, administrátor excurrendo ze Lštění
- 1942–1953 P. Antonín Mikolášek
- 1953–1958 P. Jan Skřivan
- 1958–1971 P. Ludvík Čapský
- 1971–1972 P. Miloslav Vlk
- 1972–1990 P. Josef Kobza
- 1990–1993 P. Karel Hampl
- 1993–1995 P. Jaroslav Havrda
- 1995–2005 P. Pavel Šimák
- 2005–2008 P. Tomáš Hajda
- 2008–2009 P. Roman Dvořák
- 2009–2014 P. Petr Hovorka
- 2014–2015 P. Josef Sláčík
- 2015–2016 P. Jan Mikeš
- 2016 P. Josef Sláčík
- 2016–2023 P. Šimon Stančík
- 2023–2024 P. Petr Plášil
- od 1 ledna 2025 P. Karel Falář, administrátor excurrendo z Volar

## Současnost
Od 1. ledna 2020 je farnost Lažiště právním nástupcem farnosti Záblatí, která zanikla na konci roku 2019.
| Fotografie | Kostel                               | Místo     | Bohoslužba              | Bohoslužba             | Poznámka                                             |
| ---------- | ------------------------------------ | --------- | ----------------------- | ---------------------- | ---------------------------------------------------- |
|            | Kaple Nanebevzetí Panny Marie        | Dvory     | neslouží se pravidelně  | neslouží se pravidelně | obecní kaple                                         |
|            | Kaple Nanebevzetí Panny Marie        | Kratušín  | neslouží se pravidelně  | neslouží se pravidelně | obecní kaple                                         |
|            | Kostel svatého Mikuláše              | Lažiště   | neděle čtvrtek          | 9.30 18.00 v létě      | farní kostel                                         |
|            | Kaple                                | Řepešín   | neslouží se pravidelně  | neslouží se pravidelně | obecní kaple                                         |
|            | Kostel Umučení svatého Jana Křtitele | Záblatí   | 1. a 3. sobota v měsíci | 17.00                  | filiální kostel bývalý farní kostel farnosti Záblatí |
|            | Kaple                                | Zábrdí    | neslouží se pravidelně  | neslouží se pravidelně | obecní kaple                                         |
|            | Kaple                                | Zvěřenice | neslouží se pravidelně  | neslouží se pravidelně | obecní kaple                                         |
|            | Kaple Čtrnácti svatých pomocníků     | Žárovná   | neslouží se pravidelně  | neslouží se pravidelně | obecní kaple                                         |